# Брюн, Гийом-Шарль
Гийом-Шарль Брюн (5 мая 1825, Монпелье - 20 февраля 1908, Париж) - французский художник. Родился в семье кожевенника. Учился у художников Эдуарда-Антуана Маршаля, Франсуа Эдуара Пико и Александра Кабанеля. В 1847 году, в 22 года, поступил в Школу изящных искусств и вскоре дебютировал на Парижском салоне с картинами из повседневной жизни Севера Африки, особенно Алжира. На салоне 1859 года представил публике высоко детализированные картины с видами города Константины: "Прерия", "Провинция Константина", "Вид Константина", со множеством живописных деталей арабской жизни. В 1857 году женился на Луизе Анжелике Матильде Дэссан (1832-1903). Ориенталистскую тему художника продолжили "Встреча с Константином" (1861) и "Мавританка" (1867). Особую трогательность вызывают его картины с уличными детьми — такие как "Нищенка" и "Продавщица лент". В 1883 году Брюн стал членом Общества  французских художников и получил должность официального художника Министерства обороны. К картинами этого периода относятся "Алжирская мать с ребенком" (1880) и "Уличная сцена на Востоке" (1899). Скончался в возрасте 82 лет в своем доме в Париже на ул. Лаба и был похоронен на городском кладбище Сен-Уан.